# Shadows (película de 1922)
Shadows es una película muda de drama de 1922 que protagoniza Lon Chaney, Marguerite De La Motte, Harrison Ford y John St. Polis. Shadows es una historia de engaño, sacrificio y humildad en torno a un amable inmigrante chino en un pequeño pueblo de Nueva Inglaterra, dirigida por Tom Forman y basada en el relato Ching, Ching, Chinaman de Wilbur Daniel Steele publicado en 1917.

## Argumento

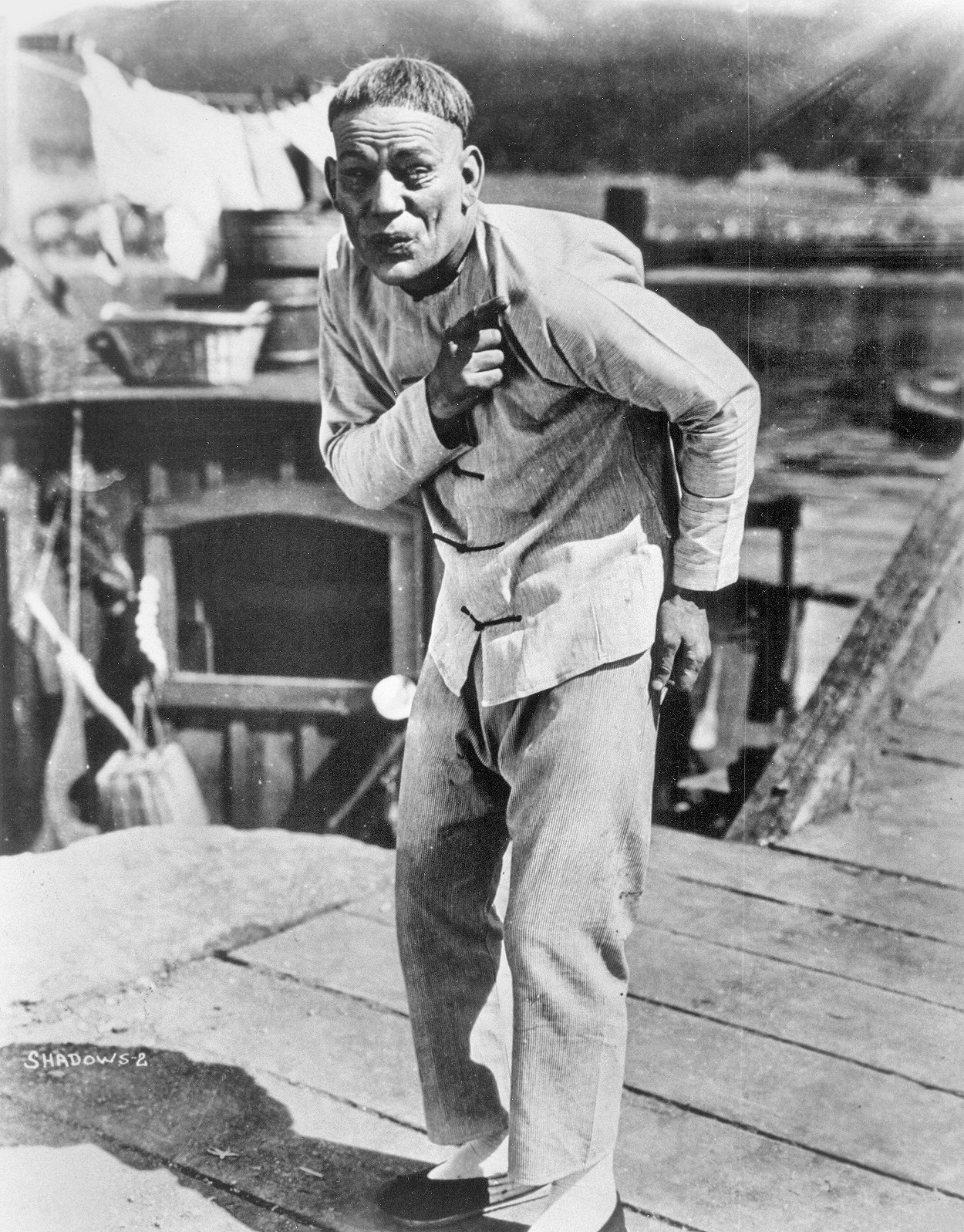
Lon Chaney como el inmigrante chino, Yen Sin.

Un jactancioso y orgulloso pero abusivo pescador llamado Daniel Gibbs (Walter Long) deja a su esposa Simpathy (De La Motte) para ir a una partida de pesca con otros aldeanos de su pueblo de Urkey y se pierden en el mar en una tormenta. Solo dos hombres sobreviven, un aldeano y un desconocido y misterioso inmigrante chino llamado Yen Sin (Chaney). Siendo chino y rechazando participar en el servicio cristiano por los perdidos, es excluido y forzado a vivir en el puerto en un pequeño bote. Se gana la vida lavando ropa sucia en su barca, y enseguida es saludado por el nuevo ministro, John Malden (Ford), que intenta sin éxito convertirle. El amor surge entre el reverendo Malden y Simpathy, y pronto se casan, para disgusto del miembro más rico del pueblo, Nate Snow (St. Polis). Simpathy se hace amiga de Yen Sin después de ver a varios niños del pueblo burlándose de él en la calle.
Snow idea un chantaje simulando ser el marido perdido de Simpathy en una carta, exigiendo un pago por mantenerse en silencio. Malden recibe la carta justo antes de ir en un viaje con Snow, y deja a Simpathy ahora embarazada con este dilema en su mente. Yen Sin dice a Malden que se asegure de lavar su ropa con él usando a su amigo Sam Low, que resulta ser un buen informante de Yen. Mientras está fuera, el bebé nace, y ahora el reverendo decide pagar el dinero del chantaje para preservar a su nueva familia. Malden, a su regreso, está tan disgustado que dimite del ministerio, y pregunta a Snow si podría prestarle el dinero para pagar a Gibbs. Snow no consigue disfrutar de los beneficios de su engaño cuando Yen Sin expone su chantaje para salvar a la joven pareja, revelando todo en su lecho de muerte.

## Reparto
- Lon Chaney - Yen Sin
- Marguerite De La Motte - Simpathy Gibbs
- Harrison Ford - John Malden
- John St. Polis - Nate Snow
- Walter Long - Daniel Gibbs
- Buddy Messinger - Señor 'Chico Malo'
- Priscilla Bonner - Mary Brent
- Frances Raymond - Emsy Nickerson

## Recepción
Las reseñas fueron muy positivas hacia Lon Chaney como Yen Sin. La revista Harrison's Report dijo que "a través de la tragedia, el triste destino de los caracteres principales no deja un sentimiento desagradable. Al contrario, su destino aquí despierta la compasión del espectador que siente remordimientos por no ser capaz de ayudar a aliviar sus sufrimientos. La actuación del señor Chaney, que aquí interpreta el papel de un chino, es notable. La mejor actuación que ha hecho en su vida. Todos los demás intérpretes, también actúan bien." Variety describió la película como  "Una historia decididamente sombría y mórbida, dirigida y presentada sin ningún momento de alivio."